# George Thorogood
George Thorogood (Wilmington, 24 febbraio 1950) è un cantante e chitarrista statunitense di genere blues rock, noto soprattutto per la canzone di successo Bad to the Bone e la sua collaborazione con i Destroyers a volte denominati Delaware Destroyers, di cui è cantante e chitarrista.

## Discografia

### Album studio
- 1974 - Better Than the Rest
- 1977 - George Thorogood and the Destroyers
- 1978 - Move It On Over
- 1980 - More George Thorogood and the Destroyers
- 1982 - Bad to the Bone
- 1985 - Maverick
- 1986 - Nadine (riedizione di Better Than the Rest)
- 1988 - Born to Be Bad
- 1991 - Boogie People
- 1993 - Haircut
- 1997 - Rockin' My Life Away
- 1999 - Half a Boy and Half a Man
- 2003 - Ride 'Til I Die
- 2006 - The Hard Stuff
- 2009 - The Dirty Dozen
- 2011 - 2120 South Michigan Ave.
- 2017 - Party Of One (album solista)

### Live
- 1986 - Live
- 1995 - Live: Let's Work Together
- 1999 - Live in '99
- 2004 - 30th Anniversary Tour

### Raccolte
- 1992 - The Baddest of George Thorogood and the Destroyers
- 2000 - Anthology
- 2003 - Who Do You Love?
- 2004 - Greatest Hits: 30 Years of Rock
- 2005 - The Best Of
- 2007 - Taking Care of Business